# The Who
The Who ist eine der bedeutendsten britischen Rockbands der 1960er- und 1970er-Jahre. Anfangs galt die Band als „Radau-Combo“, die als Teil der Mod-Bewegung am „harten“ Ende der „British Invasion“ zu finden war. In ihrer Musik und ihrem Auftreten vertraten die vier Engländer in den ersten Jahren eine im Vergleich zu den Beatles und den Rolling Stones aggressivere Variante der britischen Rockmusik.
Später erreichten sie durch die Veröffentlichung der Konzeptalben Tommy und Quadrophenia einen hohen Bekanntheitsgrad und gelten heute als eine der einflussreichsten Rockbands der Musikgeschichte. Die Band ist bis heute musikalisch aktiv und tourt regelmäßig. Nach dem Tod von Keith Moon (1978) und John Entwistle (2002) sind Gitarrist Pete Townshend und Sänger Roger Daltrey die verbleibenden Mitglieder der Gründungsbesetzung.

## Geschichte

### Gründung und Erfolg mitMy Generation
Um 1959 gründete Roger Daltrey – damals noch als Leadgitarrist – im Nordwesten Londons die Schulband The Detours mit. Zwischen 1961 und 1962 stieß zuerst der Bassist John Entwistle und dann der Gitarrist Pete Townshend dazu. Alle drei besuchten ursprünglich dieselbe Schule in Acton im Municipal Borough of Acton im heutigen Bezirk London Borough of Ealing. Wegen einer gleichnamigen Konkurrenzgruppe benannte sich die Band, die allabendlich im Goldhawk Club in Shepherd’s Bush spielte, im Februar 1964 um in The Who. Wenig später ersetzte der Schlagzeuger Keith Moon den wesentlich älteren Doug Sandom, und der vom Mod-Kult stark beeinflusste Publizist und PR-Manager Peter Meaden, der schon 1963 auf die Band aufmerksam geworden war, änderte den Bandnamen erneut und beschaffte einen Plattenvertrag. Unter dem Namen The High Numbers (in der Mod-Sprache Stil bezeichnend) wurde im Juli 1964 die erste von Meaden geschriebene Single I’m the Face / Zoot Suit veröffentlicht. Die Band blieb jedoch erfolglos (von ihrer ersten Single wurden nur 500 Stück verkauft), was sich erst änderte, als mit Kit Lambert und Chris Stamp bzw. mit dem von diesen gegründeten Label Track-Records ein neues Management die Geschäfte übernahm. Erste große Aufmerksamkeit in der Presse erlangte die Gruppe, die sich jetzt wieder The Who nannte, durch ihren ersten Fernsehauftritt, bei dem sie, nun vollends auf die englische Mod-Subkultur gestylt, ihr Instrumentarium wohlkalkuliert zerstörte. Nach Aussage Daltreys habe die Band anfangs nur rund 100 Pfund pro Auftritt erhalten, aber zum Teil Ausrüstung von höherem Wert zerstört. Bereits 1964 prägte die Band für ihren eigenen Musikstil den Begriff „Maximum R&B“.

The Who – Label der Single My Generation

Ein Hitparadenerfolg war bereits die erste Single, die die Band unter dem neuen Namen veröffentlichte. Als Produzent fungierte anfangs der mit den Kinks erfolgreiche Shel Talmy. I Can’t Explain erreichte Anfang 1965 Platz acht der britischen Single-Charts, die darauf folgende Single Anyway, Anyhow, Anywhere Platz zehn. Das erste Album mit dem Titel My Generation und dem gleichnamigen Top-Hit erschien im Dezember desselben Jahres. Die Lieder ernteten positive Resonanz beim jungen Beat-Publikum und das Album wurde von Rolling Stone später als „eine der einflussreichsten Rock-Platten, die jemals veröffentlicht wurde“ bezeichnet. Auf ausgedehnten Clubtouren spielten The Who zu dieser Zeit My Generation, sodass dieses Stück zu einer Art Hymne für einen großen Teil der englischen Jugendlichen, den Mods, wurde. Nach einer Reihe erfolgreicher Single-Hits (My Generation, Substitute, I’m a Boy, The Kids Are Alright, Happy Jack) brachte die Band 1966 das Album A Quick One und 1967 das Album The Who Sell Out heraus. Der kommerzielle Erfolg war bescheiden, sodass die Gruppe – auch durch ihre kostspieligen Zerstörungsorgien während der Live-Auftritte verursacht – finanzielle Probleme bekam. 1966 und 1967 trat die Band einige Male in Deutschland auf, beispielsweise in Köln im November 1966 mit den Lords, wo die Band nach fünf Stücken wie üblich die Instrumente auf der Bühne zerstörte.
Etwa zur gleichen Zeit gingen Gerüchte um, dass sich Keith Moon, genannt „Moon The Loon“ (deutsch „Moon der Lümmel“), und Entwistle einer Band um Jimmy Page anschließen wollten. Nach einigen Proben wurde einer gemeinsamen Arbeit jedoch eine Absage erteilt. Den Namen seiner Band mit anderen Musikern wählte Page nach einer Aussage Moons, dass eine Band um Page „wie ein bleiernes Luftschiff abstürzen“ würde („The Band will go over like a lead zeppelin“). Zur Verdeutlichung der Bezeichnung wurde das „a“ weggestrichen, sodass der Name Led Zeppelin entstand – die Formation wurde später zu einer der erfolgreichsten Rockbands.
Im Juni 1967 traten The Who beim Monterey Pop Festival auf.

### Tommy, Woodstock und der kreative Höhepunkt

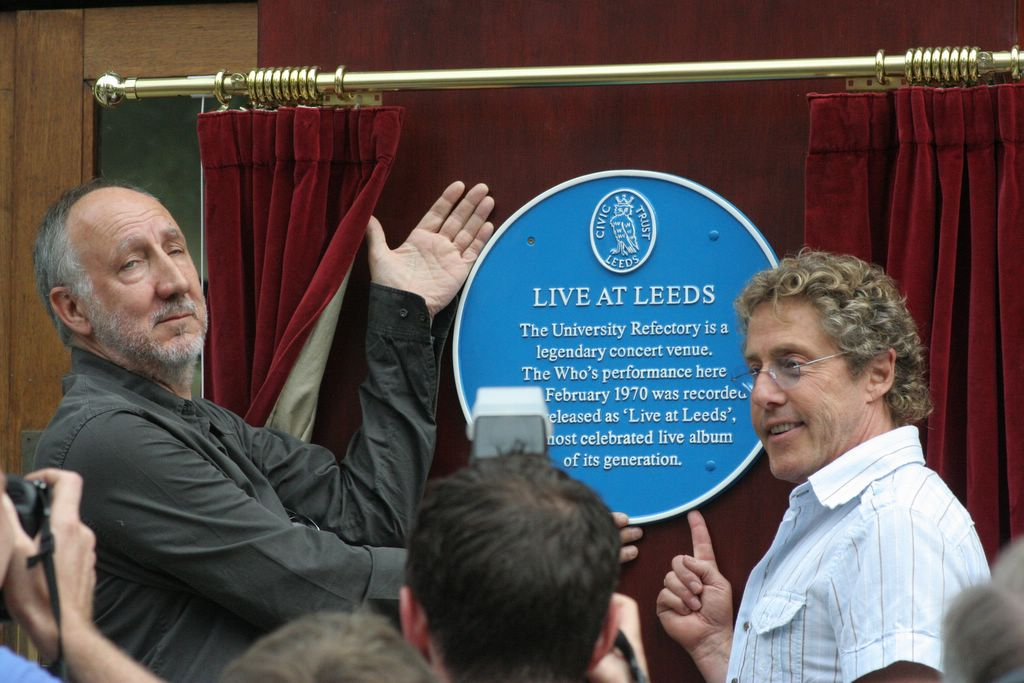
Pete Townshend und Roger Daltrey am 17. Juni 2006 bei der Enthüllung einer Gedenkplakette in der Universität von Leeds:
The University Refectory is a legendary concert venue. The Who’s performance here on 14 February 1970 was recorded and released as ‘Live at Leeds’, the most celebrated live album of its generation.

1969 schrieb Pete Townshend die Rockoper Tommy, die sich zu einem großen Verkaufserfolg entwickelte. Mit diesen Aufnahmen, unter anderem mit dem berühmt gewordenen Stück Pinball Wizard, orientierten sich The Who an den Pretty Things, die 1968 mit S. F. Sorrow die vermutlich erste Rockoper überhaupt veröffentlicht hatten, mit dieser aber kommerziell erfolglos blieben. Inhaltlich wurde die Oper von Townshends indischem Guru Meher Baba beeinflusst. 1974 folgte eine Verfilmung mit Roger Daltrey als Tommy, den anderen Bandmitgliedern sowie den Musikern Tina Turner, Elton John, Eric Clapton und den Schauspielern Ann-Margret, Oliver Reed und Jack Nicholson. Neben diesem Spielfilm von Regisseur Ken Russell wurde der Inhalt von Tommy noch als Ballett und Musical umgesetzt. Nachdem die frühesten Aufnahmen eher einfach aufgebaut waren, nahm die Komplexität mit Tommy stark zu. Die ausgedehnte Tournee mit ekstatischen Bühnenshows und einer meist vollständigen Darbietung der Oper machte die Gruppe zu einer der angesagtesten Live-Bands der Zeit.
Ebenfalls ein Erfolg war der Auftritt beim Woodstock-Festival im August 1969, für den die Band 11.200 US-Dollar erhielt, was ihre finanzielle Situation stark verbesserte. Aufgrund des drohenden finanziellen Bankrotts verlangte die Band, bar bezahlt zu werden, da man ansonsten nicht auftreten würde. Als Abbie Hoffman, Anführer der so genannten Yippie-Bewegung, die Bühne während der Tommy-Passage des Auftritts betreten wollte, um eine Rede gegen die Verhaftung John Sinclairs zu halten, vertrieb Townshend diesen mit Gewalt von der Bühne. Die Band spielte in tiefster Nacht und beendete ihr Konzert im Morgengrauen. Die Popularität wuchs weiter durch den Woodstock-Film, der weltweit in den Kinos lief und Ausschnitte aus Tommy enthält.
Als Kontrast zu Tommy wurde 1970 Live at Leeds veröffentlicht. Auf der ursprünglichen LP waren lediglich sechs Stücke enthalten, darunter drei Coverversionen von Stücken, die zum Who-Repertoire gehörten (u. a. Summertime Blues). Von Sound und Aufmachung erinnerte Live at Leeds bewusst an eine Bootleg-Aufnahme. Die LP gilt auch heute noch als eines der besten Live-Alben. Das fast vollständige Konzert wurde allerdings erst 2001 als Doppel-CD veröffentlicht.
Nach einem weiteren Auftritt beim „Isle of Wight Festival“ 1970 entwarf Townshend mit dem „Lifehouse-Project“ eine weitere Rockoper als Nachfolger von Tommy. Konzipiert als eine Art Multimedia-Projekt über die Kraft der Musik und von Townshend in der Presse lautstark angekündigt, wurde „Lifehouse“ von den restlichen Bandmitgliedern eher skeptisch aufgenommen. Daraufhin erlitt Townshend einen Nervenzusammenbruch. Die Songs erschienen nicht wie ursprünglich geplant als Doppel-Konzept-Album, sondern wurden nach und nach als Singles, auf nachfolgenden Alben oder auf Townshends Soloalben veröffentlicht. Who’s Next von 1971 enthält den Großteil der „Lifehouse“-Kompositionen, darunter mit Won’t Get Fooled Again, Behind Blue Eyes und Baba O’Riley einige der bekanntesten Who-Stücke, die bis heute auf nahezu jedem Konzert gespielt werden. Das „Lifehouse“-Projekt fand erst 1999 mit einem Hörspiel und einer konzertanten Aufführung im Jahre 2000 – mit Townshend, aber ohne The Who – seine Vollendung.
1973 erschien mit der Doppel-LP Quadrophenia dann doch eine weitere Rockoper. Ohne den kommerziellen Erfolg von Tommy zu erreichen, stellt das Konzeptalbum für viele Kritiker zusammen mit Who’s Next den Höhepunkt des künstlerischen Schaffens von The Who dar. Dem Album wurde ein Bildband mit einem Einführungstext beigelegt, der den Handlungsstrang verdeutlichte. Das Thema von Quadrophenia ist das Erwachsenwerden von Jimmy, einem englischen Mod. 1979 wurde die Geschichte mit den darauf enthaltenen Straßenschlachten zwischen den Mods, Rockern und der Polizei mit gleichem Titel verfilmt und gilt als treffende Beschreibung der Situation der Jugendlichen Mitte der 1960er in England. Die Tournee zum Album erwies sich allerdings als desaströs. Die Backing-Tapes, die es ermöglichen sollten, den vielschichtigen Sound des Albums auf der Bühne zu reproduzieren, funktionierten nicht richtig und behinderten den improvisierenden und anarchischen Charakter eines Who-Konzerts, sodass die Band dazu überging, nur noch wenige Stücke live darzubieten. Eine komplette Aufführung von Quadrophenia – mit mehreren Gastmusikern – gab es erst 1996/1997.
Auf die Quadrophenia-Tournee folgte eine kreative Pause. Bereits Anfang der 1970er-Jahre hatten alle Mitglieder diverse Soloprojekte veröffentlicht. Townshend widmete sich wieder Tommy, zunächst als orchestrierter Fassung, dann in Form des Film-Soundtracks, in dem, neben Daltrey in der Titelrolle, die Band ebenfalls kurz auftritt. Entwistle stellte Odds & Sods zusammen, eine Kollektion von Raritäten und B-Seiten von The Who.
1975 nahm die Band gemeinsam das Album The Who by Numbers auf. Townshend wurde 30, thematisierte das Älterwerden und seine Alkoholprobleme, und das Album wurde entsprechend autobiografisch, düster und introspektiv. Es brachte keine Hitsingle hervor. Die Band tourte dennoch, allerdings mit einem Greatest-Hits-Set, das wenige bis gar keine der neuen Stücke enthielt.

### Der Tod Moons, die Band-Auflösung und erste Neuanfänge
Erst 1978 folgte mit Who Are You die nächste LP mit dem gleichnamigen Titelsong, der der letzte große Erfolg und zugleich ein Klassiker der Band wurde. Townshend als Hauptsongschreiber versuchte, The Who im Angesicht der Energie des Punk musikalisch weiterzuentwickeln, und experimentierte mit neuen Sounds und Synthesizern. Die Aufnahmen wurden jedoch von dem sich zunehmend verschlechternden Gesundheitszustand des Alkoholikers Keith Moon begleitet: Auf einem der Tracks ist er gar nicht vertreten. Zum ersten Mal sang Daltrey ein Stück, das John Entwistle komponiert hatte, der auf diesem Album mit drei Songs ungewöhnlich prominent vertreten ist. Kritiker bemängelten allerdings, dass die Band auf Albumlänge nicht gegen den aufkommenden Punk und New Wave ankomme, da die Qualität des Songmaterials zu stark schwanke.
Am 7. September 1978 starb der Schlagzeuger Keith Moon überraschend an einer Überdosis des Medikaments Heminevrin, das zur Behandlung seines exzessiven Alkoholkonsums eingesetzt worden war.
Als Ersatz für Moon wurde Kenney Jones verpflichtet, der vorher bei den Small Faces und den Faces gespielt hatte und aus demselben Umfeld wie die Band stammte. Zusätzlich war von nun an John Bundrick an den Keyboards Teil der Auftritte. 1979 wurde die erste Tournee in der neuen Besetzung durchgeführt. Vor einem Konzert im „Riverfront Coliseum“ von Cincinnati wurden elf Menschen erdrückt, als sich eine große Zahl von Konzertbesuchern durch wenige Eingänge zwängen wollte. Aus Angst vor einer weiteren Panik wurden weder die Band noch die anderen anwesenden Fans über diesen Vorfall informiert und das Konzert wie geplant durchgeführt.

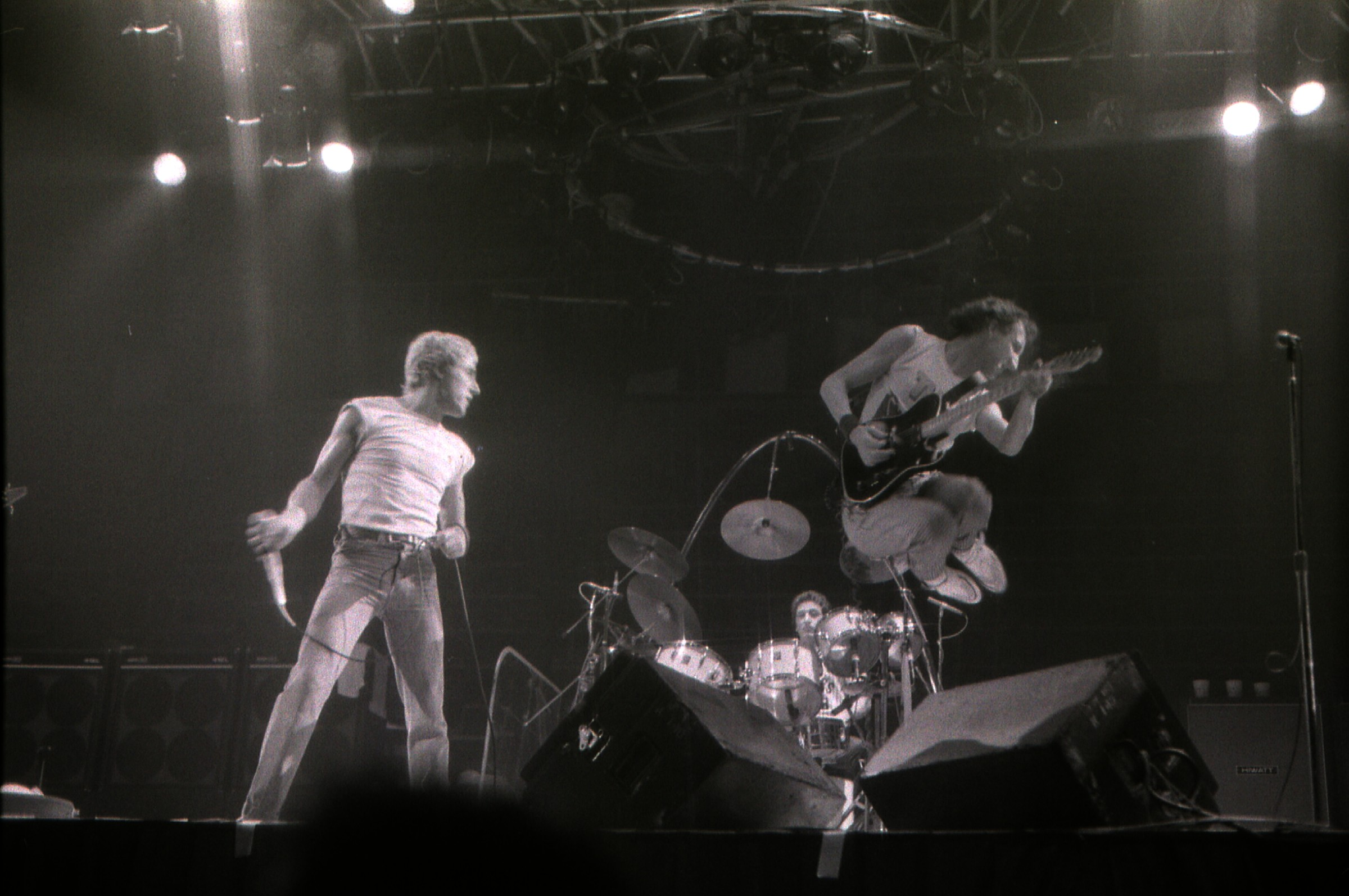
Daltrey, Townshend und Jones 1980

Während die Konzerte 1979 und 1980 begeistert aufgenommen wurden und in teils exzessiven Jamsessions endeten, bei denen neues Material ausprobiert wurde, nahm vor allem Townshends Interesse an der Band seit Moons Tod zunehmend ab. Neben einem neuen Plattenvertrag für The Who hatte er einen Solovertrag unterschrieben, was ihn zunehmend unter Druck setzte. Nicht zuletzt deshalb hatte Townshends Drogenkonsum stark zugenommen. 1981 starb er fast an einer Überdosis. Seine Alkoholprobleme thematisierte er 1980 in seinem ersten „echten“ Soloalbum Empty Glass, noch bevor The Who neue Stücke, u. a. für den McVicar-Soundtrack, aufnahmen.
1981 erschien das Album Face Dances, das außer dem Singlehit You Better You Bet und dem aufwendig gestalteten Cover mit Porträts der vier Bandmitglieder von zwölf zeitgenössischen Künstlern wenig Aufsehenerregendes enthielt. Die Tournee musste wegen Townshends Gesundheitszustand stark abgekürzt werden. Lediglich ein Auftritt in der Rockpalast Nacht, der europaweit im Fernsehen übertragen wurde, fand außerhalb Englands statt.
1982 wurde fast ausschließlich getourt. Zwischen den Auftritten und den Aufnahmen zu Townshends Soloalbum All the Best Cowboys Have Chinese Eyes entstand It’s Hard, die letzte LP vor der Auflösung der Band The Who. Durch das ständige Touren, vor allem in den USA, und die Ankündigung, dass dies die letzte Tour der Band sein würde, war es kommerziell recht erfolgreich, obwohl nach Ansicht von Kritikern die Songs auf Townshends Soloalben besser waren und vor allem der verstorbene Schlagzeuger Moon fehlte, was sich deutlich in der Musik zeige. Nach einer ausgedehnten und ausverkauften Abschiedstour – bei der Daltrey zum ersten Mal seit den „Detours“ wieder Gitarre spielte – durch die Sportstadien der USA (u. a. mit The Clash als Vorgruppe), gab die Gruppe am 17. Dezember 1982 in Toronto ihr vorerst letztes Konzert.
Obwohl zunächst geplant war, weiteres Material aufzunehmen, vereinzelte Konzerte zu geben und bereits Demoaufnahmen gemacht wurden, kam 1983 die offizielle Auflösung der Band. „Postum“ erschien das Livealbum Who’s Last. In der folgenden Zeit widmeten sich die einzelnen Mitglieder ihren Soloaktivitäten.
Im Juli 1985 kam die Band auf Bitten von Bob Geldof für das Benefizkonzert Live Aid kurzzeitig zusammen und spielte im Wembley-Stadion in London vier Lieder: My Generation, Pinball Wizard, Love Reign o’er Me und Won’t Get Fooled Again. Der Auftritt stand allerdings unter keinem guten Stern. Man hatte kaum geprobt, sodass das eigens für das Ereignis geschriebene Stück After the Fire nicht gespielt wurde, man überzog die Zeit und die Satellitenübertragung brach zusammen. Der nächste gemeinsame Auftritt fand 1988 anlässlich ihrer Ehrung mit dem British Phonographic Industry’s Lifetime Achievement Award statt. Dies war der letzte Auftritt mit Kenney Jones am Schlagzeug. Jones musste die Band auf Druck von Daltrey verlassen, allerdings konnte er wegen des laufenden Vertrages eine Ablösesumme aushandeln.
1989 wurden zwei neue Who-Titel auf Pete Townshends Musicalalbum Iron Man veröffentlicht. Zum 20-jährigen Jubiläum der Rockoper Tommy gingen Townshend, Daltrey und Entwistle im selben Jahr mit zahlreichen Gastmusikern (aber ohne Jones) auf Tournee, unter anderem mit Simon Phillips am Schlagzeug. Townshend spielte bis auf wenige Ausnahmen ausschließlich akustische Gitarre. Die Band spielte das Tommy-Album fast vollständig, Townshend-Solostücke und andere selten gespielte Stücke, was auf der Live-Doppel-CD Join Together veröffentlicht wurde. An der Tournee verdienten die Musiker rund 30 Millionen Dollar.
1991 fanden Townshend, Daltrey und Entwistle für Aufnahmen zum Elton-John-Tributealbum Two Rooms wieder zusammen und spielten Saturday Night’s Alright for Fighting ein.
Seinen 50. Geburtstag feierte Roger Daltrey 1994 an zwei Abenden in der New Yorker Carnegie Hall unter dem Namen „Daltrey sings Townshend“ mit der Band der 1989er-Tour. Als Stargäste traten John Entwistle und für ein Stück Pete Townshend auf. Letzterer ließ sich allerdings nicht dazu überreden, die folgende Tournee mitzumachen, die aufgrund der hohen Produktionskosten und des Fehlens Townshends zu einem finanziellen Desaster wurde.
Offiziell ohne den Namen The Who zu benutzen, wurde 1996 Quadrophenia im Hyde Park live und mit zahlreichen Gästen (u. a. David Gilmour) aufgeführt. Man entschied sich für eine ausgedehnte Tournee durch die USA und im folgenden Jahr durch Europa. Dabei trat die Gruppe erstmals nach dem Rockpalast-Auftritt von 1981 wieder in Deutschland auf. Es wurden neben dem kompletten Quadrophenia-Album nur wenige Greatest Hits gespielt. Am Schlagzeug war Ringo Starrs Sohn Zak Starkey und an der zweiten Gitarre Pete Townshends Bruder Simon.

### Die Reunion als Liveband

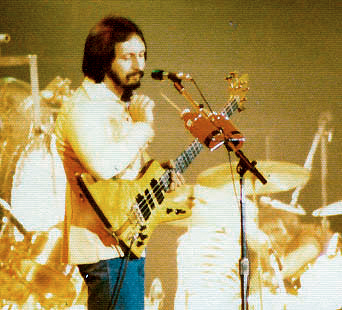
John Entwistle, von der Gründung bis zu seinem Tode 2002 Bassist der Band

Nachdem man in den Jahren zuvor meist mit Big Band und entsprechend „orchestralem“ Sound getourt war, kehrte The Who 1999 zur „kleinen“ Besetzung zurück, mit Zak Starkey, John Bundrick und deutlich rauerem musikalischem Gewand. Schwerpunkte der Auftritte waren nicht mehr die Konzeptalben, sondern die größten Hits.
Im Herbst 1999 spielte die Gruppe zunächst einige kleine Wohltätigkeits-Auftritte in den USA und England, darunter einen bis heute unveröffentlichten unplugged-Auftritt bei Neil Youngs „Bridge School Benefit“, bevor 2000 eine ausgedehnte „Greatest Hits“-Tournee folgte. Höhepunkt war ein Auftritt in der Royal Albert Hall, bei dem sich zahlreiche Gäste die Ehre erwiesen, u. a. Noel Gallagher, Paul Weller, Bryan Adams, Nigel Kennedy, Stereophonics und Eddie Vedder. Dieser Auftritt wurde 2002 auf DVD und CD veröffentlicht. Daneben werden seit 2002 auch regelmäßig Konzerte mitgeschnitten und vertrieben, zunächst als Doppelalben, seit 2006 auch als DVDs. Der Erlös wurde gespendet, unter anderem für den „Teenage Cancer Trust“.
Am 20. Oktober 2001 spielte The Who beim „Concert for New York City“, einem Benefizkonzert zugunsten der Opfer und Hinterbliebenen der Terroranschläge des 11. Septembers 2001. Dieser Auftritt inmitten einer bis dahin eher gedämpften Stimmung gilt als einer der besten und energetischsten der wieder vereinten Band.
Am 27. Juni 2002 starb der Bassist John Entwistle überraschend in seinem Hotelzimmer in Las Vegas, nachdem er aufgrund von Kokainkonsum einen Herzinfarkt erlitten hatte. Um einen Pilgerstrom von Fans zu vermeiden, hielt das Hotel die exakte Zimmernummer geheim. Wie beim Tode Keith Moons entschied man sich zum Weitermachen. Die anstehende dreimonatige US-Tour begann mit zwei Tagen Verspätung mit dem italienisch-britischen Bassisten Pino Palladino als Ersatzmusiker, der bereits mit Tears for Fears, Eric Clapton, Phil Collins, Elton John und Paul Young gespielt hatte. Zusätzlich verstärkt wurde die Band von Simon Townshend.
Im Mai 2004 erschienen auf einem weiteren Best-Of-Album Then And Now und in einer „Singles Box“ zwei neue Stücke: Real Good Looking Boy und die Entwistle-Hommage Old Red Wine. Im Juli 2004 traten sie erneut als Headliner beim Isle-Of-Wight-Festival auf. Im gleichen Jahr veröffentlichte die Nu-Metal-Band Limp Bizkit erfolgreich eine Coverversion des Stücks Behind Blue Eyes aus dem Jahr 1971. Zu Beginn des 21. Jahrhunderts wurden die Who-Songs Who Are You, Won’t Get Fooled Again, Baba O’Riley und I Can See for Miles noch einmal durch die Verwendung als Titelsongs der CSI-Serien populär.
Für 2005 war, nach der Rückkehr von Zak Starkey von seinen Pflichten als Oasis-Tourdrummer, ein Studioalbum mit neuen Stücken geplant. Dieses wurde jedoch zunächst verschoben. Im Juli 2005 traten Townshend, Daltrey mit John Bundrick, Simon Townshend und der Band von Paul Weller bei dem Live-8-Konzert in London direkt vor Pink Floyd auf. Im zweiten Halbjahr 2005 sang Roger Daltrey bei 49 Konzerten der „Night of the Proms“. Er spielte mit Orchesterbegleitung vier Who-Stücke (Who Are You, Behind Blue Eyes, Pinball Wizard, See Me, Feel Me). Pete Townshend spielte mit seiner Lebensgefährtin Rachel Fuller einige Solo-Konzerte und veröffentlichte im Internet sein Projekt „The Boy Who Heard Music“.

### „Endless Wire“: Das Comeback

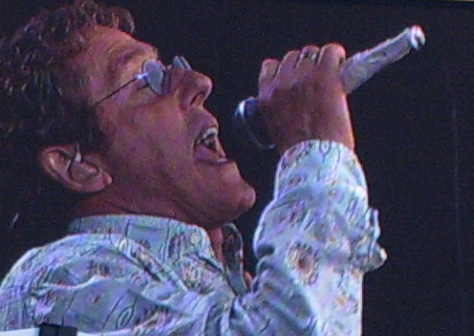
Sänger Roger Daltrey

Im Sommer 2006 ging The Who erneut auf eine ausgedehnte Welttournee. Die Tourband bestand wie schon in den Jahren zuvor neben Townshend und Daltrey aus Zak Starkey, Pino Palladino, Simon Townshend und John Bundrick. Am 17. Juni 2006 begann die Tournee in Leeds, dem Ort ihres legendären Live-Mitschnitts aus dem Jahr 1970. Unter anderem absolvierte die Band drei Auftritte in Deutschland, zwei in der Schweiz und einen in Österreich.
Ende Juli 2006 erschien zunächst eine EP mit Ausschnitten der Mini-Rockoper Wire & Glass, die das Herzstück des am 30. Oktober 2006 folgenden Albums bilden sollte. Endless Wire, auf dem Zak Starkey entgegen der Ankündigung nur auf einem Stück spielt, war das erste Studioalbum seit 23 Jahren. Obwohl das Album mit gemischten Gefühlen aufgenommen wurde, wurde die Tournee zum Album 2007, die auch wieder für fünf Konzerte nach Deutschland führte, ein großer Erfolg.
Zuletzt spielten Daltrey und Townshend im Frühjahr 2008 ihr erstes längeres Konzert als Duo, im Rahmen der jährlichen Konzerte in der Royal Albert Hall zugunsten des „Teenage Cancer Trusts“. Im Oktober und November tourte die Band durch die USA und zum zweiten Mal durch Japan. Im Dezember beendeten The Who das Jahr mit drei Konzerten im Londoner indigO2.
Am 7. Februar 2010 trat The Who in der Halbzeitshow des Super Bowl XLIV in Miami Gardens (Miami) auf. Die Who spielten ein Medley aus Pinball Wizard, Baba O’Riley, Who Are You, See Me, Feel Me und Won’t Get Fooled Again.
Die Who gaben am 30. März 2010 ein Quadrophenia-Konzert in der Royal Albert Hall für die Organisation Teenage Cancer Trust.
Am 12. August 2012 trat The Who bei der Schlussfeier der Olympischen Sommerspiele 2012 in London auf. Die Gruppe beendete die Schlussfeier und spielte die Lieder Baba O’Riley, See Me, Feel Me und My Generation in verkürzter Form als Medley.
Am 12. Dezember 2012 traten The Who auf dem Concert for Sandy Relief auf. 2013 gingen sie erneut mit Quadrophenia in Europa auf Tour.
Nachdem im Oktober 2014 das Best-Of Album The Who Hits 50! mit dem neuen Lied Be Lucky erschien, begaben sich The Who ab November 2014 auf eine ausgedehnte Tournee zum 50. Bandjubiläum. Nach Auftritten in Abu Dhabi und Großbritannien ging es zunächst in die USA und ab Juni 2015 wieder nach Europa. Die Tournee wurde von Roger Daltrey als „long goodbye“ (zu Deutsch etwa „allmählicher Abschied“) bezeichnet. Nach einer Viruserkrankung Roger Daltreys mussten einige Termine der Nordamerika-Tour abgesagt werden. Höhepunkt der Tour war das Konzert am 26. Juni 2015 vor 65.000 Zuschauern im Londoner Hyde Park. Chris Rule drehte einen 110-minütigen Dokumentarfilm darüber.
Im November 2019 erschien ein neues Album mit dem Titel Who, elf Songs sind enthalten, als Single wurde vorab der Titel Ball and Chain veröffentlicht. Tourtermine für März und April 2020 in Großbritannien wurden veröffentlicht, wegen der COVID-19-Pandemie fielen die Auftritte jedoch vorerst aus.

## Musik

### Vorbilder

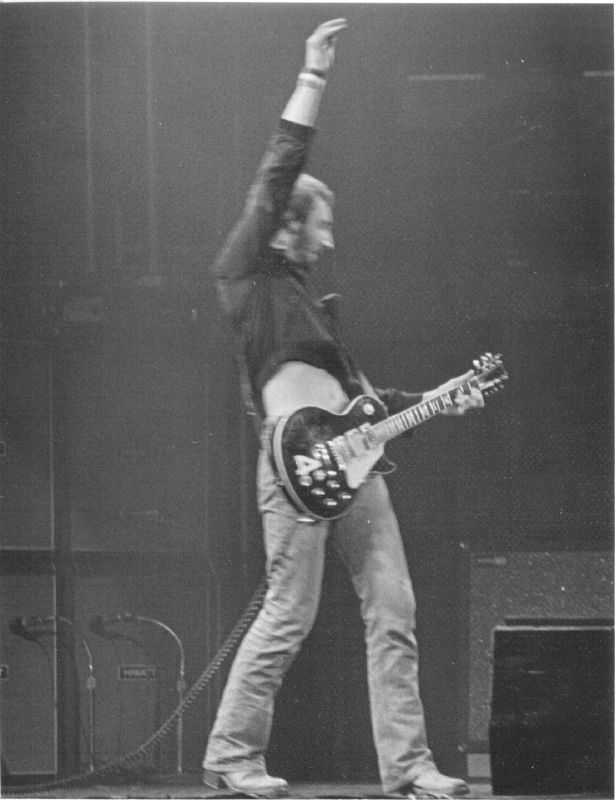
Pete Townshends bekannte Anschlagtechnik, die „Windmühle“, Toronto 1976

Wie die meisten Rockbands spielte auch The Who Stücke anderer Gruppen auf Konzerten oder nahm eigene Versionen auf. The Who orientierte sich an den Stücken von Rock-’n’-Roll- und Bluesmusikern, wie Bo Diddley, dessen Songs I’m a Man und Roadrunner sie spielten, James Brown (Please Please Please, I Don’t Mind) oder Marvin Gaye. Besonders Eddie Cochrans Summertime Blues wurde in der Who-Version bekannt, sodass die Originalversion häufig der Band zugeschrieben wird.

### Stil und Instrumente
Die Lieder wurden gewöhnlich von Pete Townshend geschrieben. Nach eigenen Angaben wurde er in seiner Jugendzeit von Rocksongs wie Rock Around the Clock beeinflusst. Wegen der Konzeption der ersten Rockopern wird ihm eine Rolle als bedeutender Pop-Komponist und Gitarrist zugeschrieben. Im Vergleich zu vielen anderen Gitarristen der 1960er Jahre sind bei Townshend eher wenige Blueseinflüsse hörbar. Er entwickelte seinen eigenen Stil, der zum Teil sogar von Jimi Hendrix kopiert wurde. Townshend ist bekannt für sein spezielles Anspielen der Saiten, bei dem er den Arm in weitem Bogen kreisen lässt, was häufig als „Windmühle“ (engl. windmill) bezeichnet wird. Nach eigenen Aussagen schaute er sich diese Technik bei dem Stones-Gitarristen Keith Richards ab.
Roger Daltrey ist nach eigenen Aussagen Fan von Elvis Presley. Der 2003 aufgenommene Song Real Good Looking Boy soll eine Hommage an diesen darstellen. Nach Meinung von Kritikern sei Daltreys Stimme zwar nicht überragend, steche aber durch Kraft und einen „verzierungslosen Vokalstil“ hervor. Gelegentlich kam es zum Streit zwischen Daltrey und Townshend, beispielsweise als Daltrey wegen seiner Hauptrolle im Film Tommy im Fokus öffentlicher Aufmerksamkeit stand.
John Entwistle, langjähriger Bassist, trug mit seinem Spiel wesentlich zum typischen Sound bei. Er spielte sowohl mit als auch ohne Plektrum. Er begleitete Townshends Gitarre häufig mit Pentatonikläufen, wie beispielsweise in My Generation zu hören ist. Sein Basssolo in diesem Stück wird als eines der ersten auf einer Schallplatte veröffentlichten E-Basssoli überhaupt bezeichnet. Entwistles Qualitäten als Bassist werden im Allgemeinen von der Musikpresse gelobt, 2000 ernannte ihn das Guitar Magazine zum „Bassist of the Millennium“. Entwistle galt als Ruhepol in der Band und erhielt den Spitznamen The Ox. Auf Konzerten trat er bis zuletzt durch seine Bass-Soli in Erscheinung, insbesondere seine Improvisationen im Stück 5:15 vom Album Quadrophenia konnten eine mehrminütige Länge erreichen.
Keith Moon gilt mit seinem Spiel als einer der besten Schlagzeuger. Nach eigenen Angaben war er von dem Jazzschlagzeuger Gene Krupa beeinflusst. Moon spielte gewöhnlich Schlagzeuge der Marke Premier.
Zu Beginn ihrer Karriere benutzte die Band Verstärker der Marke Marshall. Auf Wunsch Townshends hin entwickelte Marshall 1965 das erste Topteil mit 100 Watt Leistung, den so genannten 1959, mit einer 8x12"-Box. Für einen besseren Transport wurde die Box zerteilt, sodass das berühmte Marshall-Stack entstand, das Townshend und Entwistle fortan verwendeten. 1967 wechselten die Musiker zum britischen Hersteller Sound City. Auf der Europatournee 2007 spielte Townshend Fender-Stratocaster-Gitarren und -Verstärker.

### Zerstörungen als künstlerisches Element
Besonders in den Anfangsjahren waren die Musiker dafür bekannt, ihre Instrumente am Ende jedes Auftritts zu zerstören. Allein Townshend soll insgesamt mehr als 3000 Gitarren zerstört haben. Kam dies in den frühen Jahren noch regelmäßig vor, so nahm die Häufigkeit später ab. Die letzte Gitarre demolierte Townshend 2004 anlässlich des ersten Auftritts der Gruppe in Japan. Diese Zerstörungen seien laut Townshend durch das Konzept der Autodestruktiven Kunst von Gustav Metzger beeinflusst worden, der an dem von Townshend und Entwistle besuchten Ealing Art College lehrte.

### Auszeichnungen
Am 31. Mai 1976 erspielten sie sich auf dem Charlton Football Ground einen Eintrag ins Guinness-Buch der Rekorde als lauteste Rockshow der Welt mit 120 dB, gemessen im Abstand von 50 Metern von der Bühne. Dieser Rekord wurde später durch die Heavy-Metal-Band Manowar übertroffen.
1990 fand die Aufnahme in die „Rock and Roll Hall of Fame“ statt. Im Jahr 1993 veröffentlichte die Recording Industry Association of America (RIAA) die Verkaufszahlen einiger Alben in den USA. Demnach erhielten Hooligans, Who’s Better und Who’s Best Gold für eine halbe Million Verkäufe, Meaty Beaty Big and Bouncy, Quadrophenia und The Who by Numbers Platin für eine Million, Greatest Hits, Live at Leeds, Tommy und Who Are You Doppel-Platin und Who’s Next Dreifach-Platin. Dennoch hatte die Band weder in Großbritannien noch den USA jemals eine Single auf Platz 1.
Der Rolling Stone listete The Who auf Rang 29 der 100 größten Musiker aller Zeiten. Im Herbst 2003 setzten die Kritiker der deutschen Ausgabe der Musikzeitschrift Who’s Next auf Platz 28 und das Vorgängeralbum Tommy auf Platz 96 der Liste der 500 besten Alben aller Zeiten. In der im April 2005 erschienenen Rolling-Stone-Zusammenstellung der 500 besten Songs aller Zeiten wurde My Generation aus dem gleichnamigen Album auf Platz 11 gesetzt. Die Who’s Next-Songs Won’t Get Fooled Again und Baba O’Riley wurden an Nummer 121 beziehungsweise 394 gelistet. In der entsprechenden US-amerikanischen Umfrage landeten die Songs auf den Plätzen 133 und 340.

### Musikalischer Einfluss

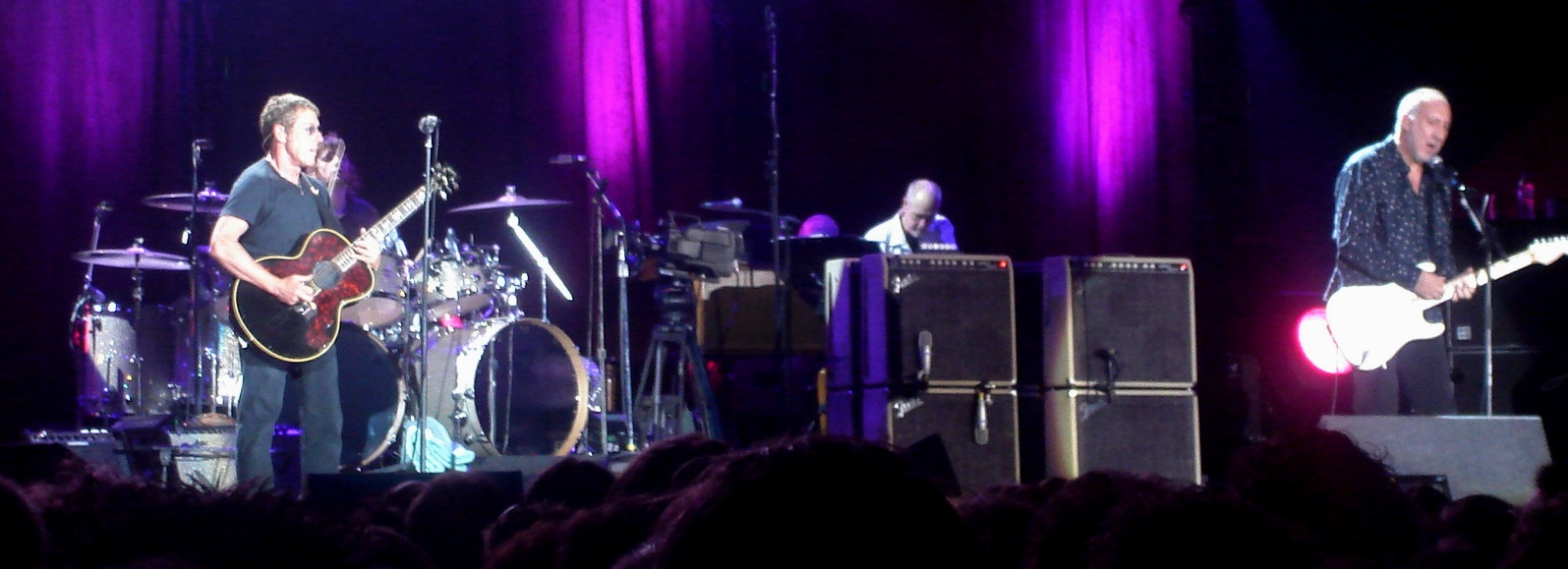
The Who 2007 in Rotterdam

The Who ist eine der frühen und einflussreichsten Rockbands. In den Anfangsjahren galten sie als Vorbild und wichtiger Vertreter der Mod-Bewegung. Punk- und New-Wave-Bands, wie The Clash und The Jam wurden beeinflusst. Ebenso gilt The Who neben Interpreten wie Led Zeppelin, Deep Purple und Jimi Hendrix als ein Wegbereiter für die Entstehung des Metal. So schrieb der Musikwissenschaftler Christoph Specht, dass die Gruppe als eine der bedeutendsten Rockbands ihrer Generation durch den Einsatz von Lautstärke und besonders Verzerrungen der E-Gitarre und des Bass Maßstäbe setzte die für den Metal prägend wurden.
In den 1990er-Jahren orientierten sich viele Britpopbands an der Musik der Mods und griffen deren Elemente auf, beispielsweise Oasis, Blur, Suede und Pulp.
Die Veröffentlichung von Tommy hatte maßgeblichen Einfluss auf nachfolgende Rockmusicals und Konzeptalben und wurde unter anderem von David Bowie mit The Rise and Fall of Ziggy Stardust, Jethro Tulls Thick as a Brick und Pink Floyd mit Alben wie The Dark Side of the Moon, Animals und The Wall in ähnlicher Weise nachgeahmt.
Die Stücke von The Who wurden vielfach von anderen Bands nachgespielt. Insbesondere My Generation spielten viele Musiker in eigenen Versionen, unter anderem Alice Cooper, Green Day, Helge Schneider, Iron Maiden, Manfred Mann, Oasis, Patti Smith, Pearl Jam und The Sweet. Andere Interpreten mit Who-Coversongs sind David Bowie (Anyway, Anyhow, Anywhere, I Can’t Explain), Styx und Tina Turner (I Can See for Miles) und die Scorpions (I Can’t Explain), Punkbands wie die Ramones und Sex Pistols (Substitute) oder auch Rush (The Seeker), Queensrÿche und Van Halen (Won’t Get Fooled Again).
2001 erschien Substitute – The Songs of The Who, ein Tributealbum mit britischen und amerikanischen Musikern; mit dabei waren unter anderem David Bowie und Sheryl Crow.
Eine der bekanntesten Versionen der letzten Jahre ist Behind Blue Eyes, das 2003 von Limp Bizkit neu interpretiert wurde. 2007 coverte die englische Gruppe The Zimmers den Song My Generation. Die Band, deren Mitglieder ein Durchschnittsalter von 78 Jahren haben, wollte damit auf ihre Generation aufmerksam machen und sich dagegen wehren, einfach abgeschoben zu werden und am Rande der Gesellschaft zu stehen.

## Diskografie
Studioalben

| Jahr | Titel              | Höchstplatzierung, Gesamtwochen, AuszeichnungChartplatzierungen (Jahr, Titel, Platzierungen, Wochen, Auszeichnungen, Anmerkungen) | Höchstplatzierung, Gesamtwochen, AuszeichnungChartplatzierungen (Jahr, Titel, Platzierungen, Wochen, Auszeichnungen, Anmerkungen) | Höchstplatzierung, Gesamtwochen, AuszeichnungChartplatzierungen (Jahr, Titel, Platzierungen, Wochen, Auszeichnungen, Anmerkungen) | Höchstplatzierung, Gesamtwochen, AuszeichnungChartplatzierungen (Jahr, Titel, Platzierungen, Wochen, Auszeichnungen, Anmerkungen) | Höchstplatzierung, Gesamtwochen, AuszeichnungChartplatzierungen (Jahr, Titel, Platzierungen, Wochen, Auszeichnungen, Anmerkungen) | Anmerkungen                                                                         |
| Jahr | Titel              | DE | AT | CH | UK | US | Anmerkungen                                                                         |
| ---- | ------------------ | --- | --- | --- | --- | --- | ----------------------------------------------------------------------------------- |
| 1965 | My Generation      | DE14 (16 Wo.)DE | — | — | UK5 Gold · (19 Wo.)UK | — | Erstveröffentlichung: 3. Dezember 1965 Verkäufe: + 100.000                          |
| 1966 | A Quick One        | — | — | — | UK4 (17 Wo.)UK | US67 (22 Wo.)US | Erstveröffentlichung: 9. Dezember 1966 Verkäufe: + 100.000                          |
| 1967 | The Who Sell Out   | DE15 (2 Wo.)DE | AT34 (1 Wo.)AT | CH26 (1 Wo.)CH | UK13 Silber · (13 Wo.)UK | US48 (… Wo.)US | Erstveröffentlichung: 15. Dezember 1967 Verkäufe: + 60.000                          |
| 1969 | Tommy              | DE50 (5 Wo.)DE | — | — | UK2 Gold · (9 Wo.)UK | US4 ×2Doppelplatin · (126 Wo.)US                                                                                                  | Erstveröffentlichung: 23. Mai 1969 Verkäufe: + 20.000.000                           |
| 1971 | Who’s Next         | DE14 (14 Wo.)DE | AT38 (1 Wo.)AT | CH39 (1 Wo.)CH | UK1 Platin · (20 Wo.)UK | US4 ×3Dreifachplatin · (43 Wo.)US                                                                                                 | Erstveröffentlichung: 31. Juli 1971 Verkäufe: + 3.350.000 Charteinstieg AT/CH: 2023 |
| 1973 | Quadrophenia       | DE7 (28 Wo.)DE | AT8 (12 Wo.)AT | — | UK2 Gold · (15 Wo.)UK | US2 Platin · (40 Wo.)US | Erstveröffentlichung: 19. Oktober 1973 Verkäufe: + 1.200.000                        |
| 1975 | The Who by Numbers | — | — | — | UK7 Gold · (6 Wo.)UK | US8 Platin · (25 Wo.)US | Erstveröffentlichung: 3. Oktober 1975 Verkäufe: + 1.150.000                         |
| 1978 | Who Are You        | DE49 (1 Wo.)DE | — | — | UK6 Gold · (9 Wo.)UK | US2 ×2Doppelplatin · (30 Wo.)US                                                                                                   | Erstveröffentlichung: 18. August 1978 Verkäufe: + 2.300.000                         |
| 1981 | Face Dances        | DE29 (8 Wo.)DE | — | — | UK2 Silber · (9 Wo.)UK | US4 Platin · (20 Wo.)US | Erstveröffentlichung: 6. März 1981 Verkäufe: + 1.060.000                            |
| 1982 | It’s Hard          | — | — | — | UK11 (6 Wo.)UK | US8 Gold · (32 Wo.)US | Erstveröffentlichung: 4. September 1982 Verkäufe: + 550.000                         |
| 2006 | Endless Wire       | DE34 (4 Wo.)DE | AT28 (3 Wo.)AT | CH51 (3 Wo.)CH | UK9 Gold · (3 Wo.)UK | US7 (8 Wo.)US | Erstveröffentlichung: 27. Oktober 2006 Verkäufe: + 100.000                          |
| 2019 | Who                | DE5 (9 Wo.)DE | AT14 (3 Wo.)AT | CH5 (7 Wo.)CH | UK3 Gold · (6 Wo.)UK | US2 (3 Wo.)US | Erstveröffentlichung: 6. Dezember 2019 Verkäufe: + 100.000                          |

grau schraffiert: keine Chartdaten aus diesem Jahr verfügbar

## Dokumentation
- The Who – Die explosive Geschichte einer Band. Regie: Christophe Conte, ARTE F, Frankreich, 53 Minuten, 2021.